# Сучжоухэ
Сучжоухэ́ (кит. 苏州河, дословно «река Сучжоу») — река в Китае, протекает через центр Шанхая. Её название происходит от города Сучжоу в соседней провинции Цзянсу, который был основным центром этого региона до возвышения Шанхая в качестве мегаполиса.
Сучжоухэ вытекает из озера Тайху, имеет длину 125 км, из которых 54 км приходится на административную зону Шанхая и 24 км — внутри её городской части. Сучжоухэ впадает в реку Хуанпу у северной оконечности набережной Вайтань в районе Хуанпу.

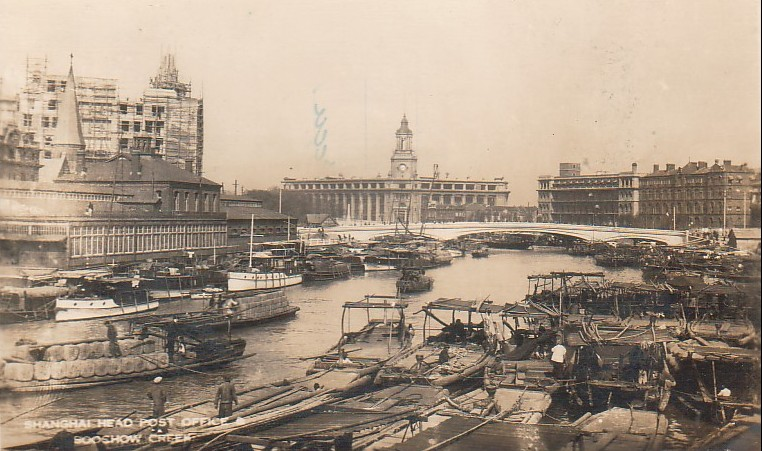
Вид на Главпочтамт Шанхая, 1920-е гг.